# 美商謀智
美商謀智（全稱：美商謀智股份有限公司台灣分公司；簡稱：美商謀智台灣分公司）成立於2011年10月19日，是Mozilla基金會在全球开设的第九個分支机构，負責部署和推廣Mozilla公司的產品及促進在地開放社群參與專案。2020年8月12日宣佈關閉。

## 主要活動
目前策略重點涵蓋HTML5網頁技術與各種網路跨平台應用，尋求與開放原始碼產業展開多方合作，與相關科系的學生進行產學合作，就近支援MozTW的活動等。

Mozilla目前主要推廣產品是Firefox、Firefox for mobile和Firefox OS。其中Firefox瀏覽器為全球市場占有率前三的瀏覽器之一，在世界各地擁有數億名愛好者，並提供80多種語言免費下載。美商謀智目前致力於以HTML5為基礎的Firefox OS行動裝置平台開發專案，並與本地行動裝置業者共同推廣與合作，以期打破目前行動市場的封閉情況。

## 外部連結
- 官方网站
- 美商謀智的Facebook專頁
- YouTube上的美商謀智頻道
- Mozilla Taiwan 在 Flickr （页面存档备份，存于）
- Mozilla Taiwan 電子報
- Mozilla Taiwan 校園大使 （页面存档备份，存于）
- Mozilla Taiwan 部落格